# Großfürstentum Moskau
Das Großfürstentum Moskau (russisch Великое княжество Московское, wiss. Transliteration Velikoe knjažestvo Moskovskoe) war ein russisches Teilfürstentum, das durch die im 14. Jahrhundert erlangte Vormachtstellung in der nordöstlichen Rus und durch stetigen politischen und geographischen Machtzuwachs zur Keimzelle des Russischen Reiches wurde. Das Fürstentum Moskau existierte ab 1263, von 1340 bis 1547 hielt es die Großfürstenwürde. Nachfolgestaat wurde das von Iwan IV. im Jahr 1547 proklamierte Zarentum Russland.

## Geschichte

### Entstehung und Frühzeit
Das Moskauer Fürstentum entstand in den 1260er Jahren als ein Teilfürstentum (удел) des Großfürstentums Wladimir-Susdal. Seinen Mittelpunkt bildete die 1147 erstmals erwähnte Stadt Moskau. Das Gebiet des Fürstentums blieb zunächst monostädtisch, das heißt die einzige Stadt des Fürstentums bildete zugleich die Hauptstadt. Sein Gebiet, anfangs noch kleiner als die heutige Stadtausdehnung, war mit dichten Wäldern und Sümpfen bedeckt und vor der mongolischen Invasion nur schwach besiedelt. Dies änderte sich jedoch, als in der zweiten Hälfte des 13. Jahrhunderts Flüchtlinge aus den stark verwüsteten südlichen Gebieten, aus Kiew, aus Tschernigow und dem südlichen Perejaslaw hierher zogen. Damit unterschied sich die demographische Situation Moskaus deutlich von derjenigen der anderen Siedlungen in der nordöstlichen Rus wie z. B. der von Twer, Rostow, Jaroslawl, Kostroma oder Gorodez. Dort blieben die Verhältnisse aus der vormongolischen Zeit, insbesondere die des Adels, erhalten. Einwanderer hatten so kaum Aufstiegschancen.
Auch viele Krieger zogen aus Kiew und Umgebung nach Moskau und dienten den ersten Moskauer Fürsten. Die Bildung eines Heeres aus dienstpflichtigen Kriegern förderte den Aufstieg Moskaus.
Am Fürstenhof wurden die Krieger unterhalten und versorgt, an die wegen des geringen Herrschergebietes noch keine Landgüter vergeben werden konnten. Das Streben nach materiellem Gewinn, welcher zur Unterhaltung des aufgeblähten Hofstaates nötig war, hat zur Entstehung einer expansionistisch ausgerichteten Staatsorganisation geführt. Nur so ließ sich das Problem des Güterbesitzes in dem kleinen, an fruchtbaren Böden armen und mit Kriegern übersättigten Fürstentum lösen.
Hohe Bevölkerungsdichte, begrenztes Territorium, Traditionen der Großfürstentümer Kiew und Tschernigow, welche von den Einwanderern mitgebracht wurden, waren Elemente, die die Hauptlinien der Außenpolitik der ersten Moskauer Fürsten bestimmten. Aus diesen Traditionen ergab sich das Streben nach einer angesehenen Stellung beim Khan der Goldenen Horde unter den russischen Fürsten und gegenüber dem Haupt der russisch-orthodoxen Kirche, dem Metropoliten.
Durch die Erwerbung von Kolomna, Pereslawl-Salesski (1302, 1305 wieder verloren) und Moschaisk an der Schwelle zum 14. Jahrhundert, also in der ersten Phase der Entwicklung des Moskauer Großfürstentums, die bis zum Machtantritt Iwan Kalitas gerechnet wird, konnte Juri I. Daniilowitsch (1303–1325) sein kleines Territorium merklich vergrößern. Um 1300 betrug die Fläche des damals
noch kleinen Moskauer Teilfürstentums etwa 28.000 km². Ziel dieser Expansion war die Gewinnung der Kontrolle über den gesamten Lauf der Moskwa und die Erwerbung dicht besiedelter, fruchtbarer Gebiete. Unter seiner Herrschaft konnte er das Territorium verdreifachen, womit er das erste Ziel fast erreichte.

### Kampf um die Großfürstenwürde mit Twer
Die Expansion Moskaus auf Kosten der Nachbarn zog Konflikte und Kriege mit den betroffenen Nachbarn nach sich. Gegenstand des Streites war seitdem auch die Großfürstenwürde, auf welche die Fürsten von Twer gleichfalls Anspruch erhoben. Im Zuge dieses Kampfes sollten die Herrscher beider Seiten, der Twerer Fürst Michail Jaroslawitsch († 1318) wie der Moskauer Fürst Juri I. Daniilowitsch († 1325) im Lager der Goldenen Horde den Tod finden. Im Folgenden konnte sich Moskau mit Hilfe der Mongolen gegen die rivalisierenden Fürstentümer Twer und Rjasan durchsetzen. In den 1320ern änderte sich auch das Herrschaftssystem der Tataren. Die Funktion des Mittlers und des Steuereintreibers zwischen vielen russischen Fürstentümern und den Mongolen wurde dem ersten der russischen Fürsten übertragen, wodurch deren politische Abhängigkeit verstärkt wurde, denn sie selbst waren für die Zahlungen der Tribute verantwortlich und gefährdeten bei nur geringfügigen Unterschlagungen ihre eigene Herrschaft.
Nach dem Tod von Juri I. Daniilowitsch 1325 folgte Iwan Kalita als Moskauer Fürst. Seine Herrschaft war durch ein Bündnis Iwans mit dem Metropoliten der Rus sowie den fortgeführten Kampf mit den Fürsten von Twer um die Großfürstenwürde gekennzeichnet. Iwan Kalitas Herrschaftsübernahme war von dramatischen Ereignissen in der Horde begleitet. Fürst Dimitri II. von Twer ermordete aus Rache für den Tod seines Vaters den Moskauer Fürsten Juri I. Daniilowitsch ohne die Erlaubnis des Khans an dessen Hof in Sirai. Für diese Eigenmächtigkeit ließ der Khan ihn verhaften und ein Jahr später hinrichten. Der Großfürstentitel verblieb aber weiter bei Twer und ging an Alexander Michailowitsch (1326–1328). Unter seiner Herrschaft kam es in Twer 1327 zu einem antimongolischen Aufstand, den sich Iwan Kalita zu nutzen machte. Er bot sich als williger Gehilfe der Tataren an und bekämpfte gemeinsam mit diesen den Aufstand, der die Macht Twers brach und ihm die Großfürstenwürde einbrachte. Er hatte den Vorteil, sein Herrschaftsgebiet nicht unter seinen Söhnen aufteilen zu müssen und ersparte Moskau verheerende Plünderungsfeldzüge der Mongolen, mit denen andere Fürstentümer oft konfrontiert waren. Dadurch konnte sich der Handel und das Handwerk in Moskau gut entwickeln. 1321 konnte er den Metropoliten der Russisch-Orthodoxen Kirche dazu bewegen, seinen Sitz von Wladimir nach Moskau zu verlegen, was dazu diente, Moskau auch die geistliche Vormachtstellung in Russland zu verschaffen.

### Wachstum und Kampf gegen die Tataren

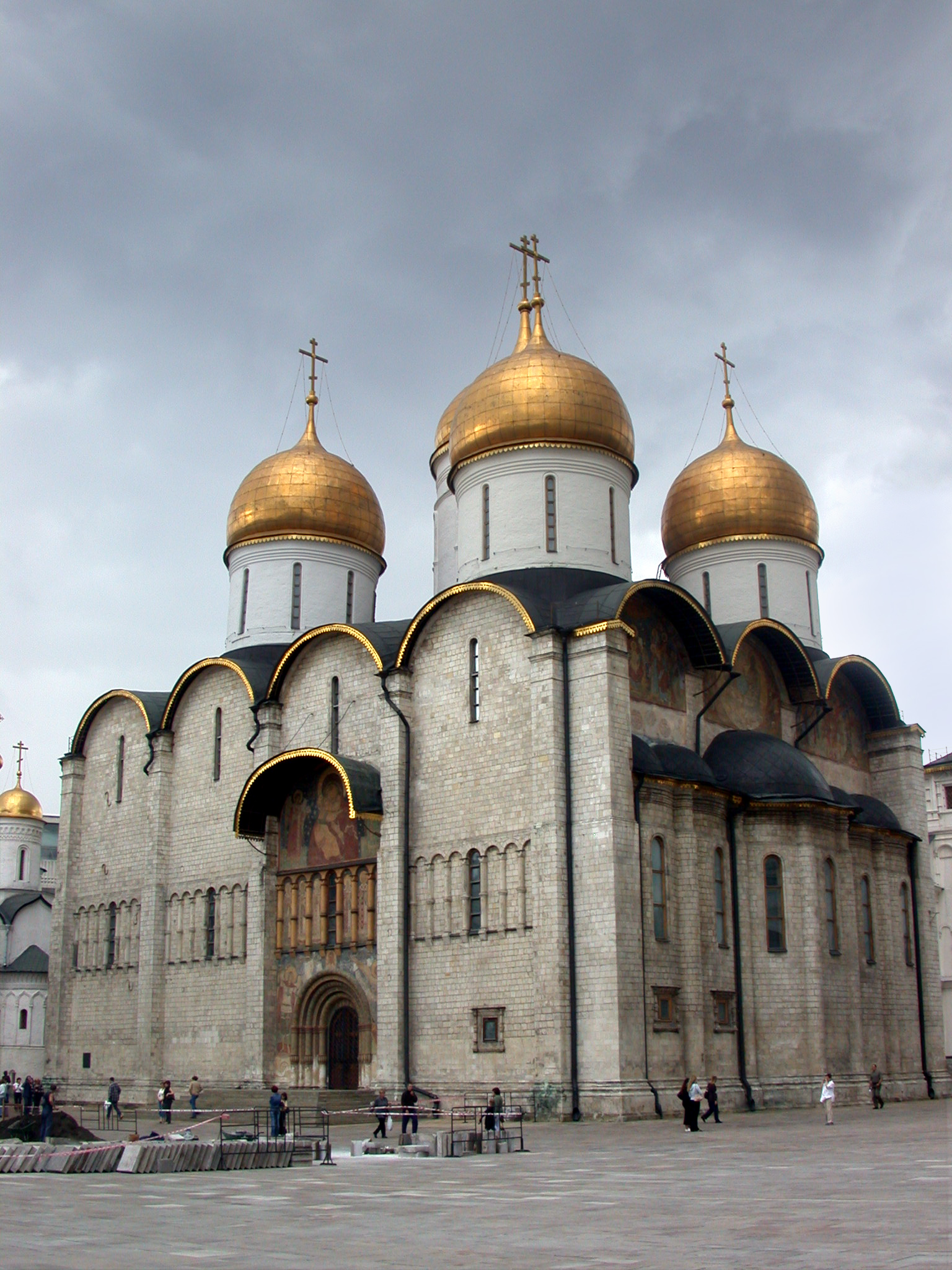
Mariä-Entschlafens-Kathedrale im Moskauer Kreml, erbaut 1479

In den 1360ern konnte das rivalisierende Fürstentum Nischni Nowgorod besiegt werden. Iwans Nachfolger Simeon der Stolze nannte sich bereits Großfürst der ganzen Rus. In der zweiten Hälfte des 14. Jahrhunderts kühlten sich die Beziehungen Moskaus zur Goldenen Horde ab, was durch die Moskauer Politik der Sammlung der russischen Erde bedingt war. Moskau wurde zum Zentrum des russischen Widerstandskampfes gegen die mongolisch-tatarische Herrschaft. Das Moskauer Heer wehrte tatarische Angriffe auf Rjasan und Nischni Nowgorod ab und 1380 konnte ein vereinigtes russisches Heer unter der Führung des Moskauer Großfürsten Dmitri Donskoi die Tataren in der Schlacht auf dem Schnepfenfeld entscheidend schlagen. Zwar beendete dieser Sieg noch nicht die Tatarenherrschaft, doch hatte er eine große symbolische Bedeutung und stärkte das Ansehen Moskaus in Russland weiter.
1392 wurden Moskau die Gebiete Nischni Nowgorods und Kostroma angeschlossen und auch der Moskauer Einfluss auf die Republik Nowgorod begann zu wachsen. 1460 hatte das Großfürstentum Moskau bereits eine Fläche von 430.000 km² erreicht.

### Iwan III.
Einen entscheidenden Machtzuwachs erfuhr das Großfürstentum Moskau im 15. Jahrhundert. Nach der Eroberung Konstantinopels durch das Osmanische Reich und dem Ende des Byzantinischen Reichs erklärte Iwan der Große Moskau zum einzig verbliebenen Hort des orthodoxen (rechtgläubigen) Christentums und zum Dritten Rom. Um den Erbschaftsanspruch auf das Byzantinische Reich zu bekräftigen, heiratete er 1472 Sofia Palaiologa, die Nichte des letzten byzantinischen Kaisers Konstantinos XI. Palaiologos. Auch wurden byzantinische Insignien wie der Doppeladler als russisches Wappen übernommen.
Die Herrschaft Iwans des Großen (1462–1505) dauerte 43 Jahre und war die längste Herrschaftszeit in der gesamten russischen Geschichte bis heute. Er vervierfachte das Gebiet des Großfürstentums, unter anderem durch die Unterwerfung der Nowgoroder Republik und den Anschluss von Pskow. Die Fürsten der eroberten Gebiete durften meist als Titularfürsten im Rang von Bojaren weiter eine gewisse Macht ausüben. Das Nowgoroder Patriziat wurde jedoch durch Umsiedlung ausgeschaltet. Unter Iwan III. wurde der heutige Moskauer Kreml anstelle einer älteren hölzernen Konstruktion erbaut. Durch erfolgreiche Feldzüge machte er den östlichen Rivalen Wolgabulgarien (Khanat Kasan) zu seinem Vasallen.
Die unter der Herrschaft des Großfürstentums Litauen stehenden Rus-Gebiete begannen immer mehr nach Moskau zu blicken, nachdem durch die Polnisch-Litauische Union der orthodoxe Bevölkerungsteil in seinen Rechten zunehmend beschränkt wurde. Moskau, das sich als Nachfolger der Kiewer Rus und der Beschützer der Orthodoxie sah, nahm zahlreiche Überläufer samt ihren Ländereien auf. Durch den Sieg über das Großfürstentum Litauen in der Schlacht von Wedroscha wurde ein Drittel seines Territoriums Moskau offiziell angeschlossen.

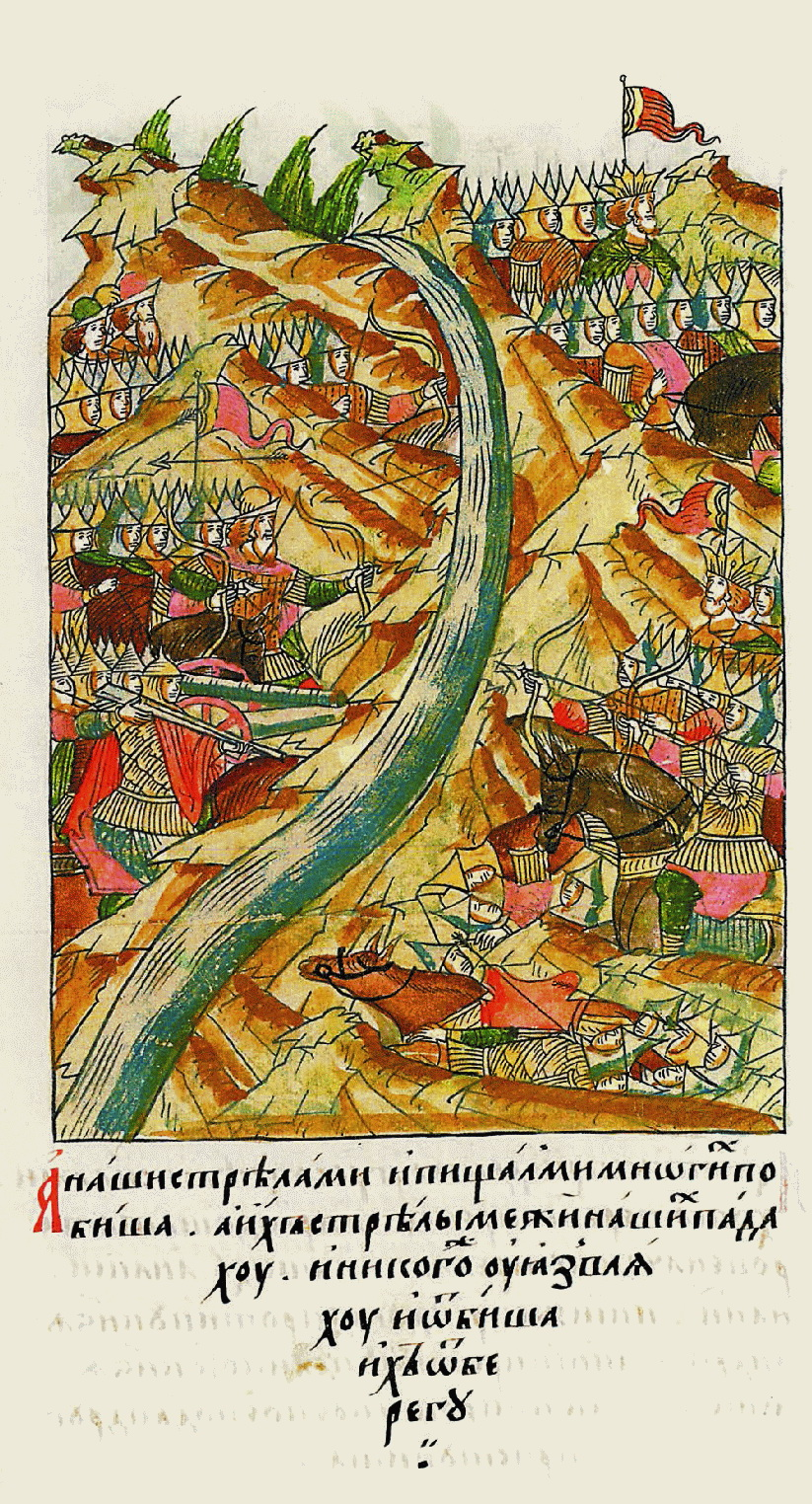
Das Stehen an der Ugra markierte das Ende der Tatarenherrschaft über Russland

Das wichtigste Ergebnis von Iwans Herrschaft war jedoch das Stehen an der Ugra im Jahr 1480, das das endgültige Abschütteln der Oberherrschaft der Goldenen Horde zur Folge hatte, die sich im Folgenden in mehrere Khanate aufspaltete. Im Inneren setzte Iwan die Primogenitur gegen das hergebrachte Senioratsprinzip durch, wie es mehrere seiner Vorgänger bereits versucht hatten. Dadurch erhöhte Iwan die Stabilität der Erbfolge und des Moskauer Territoriums erheblich. Seinen enterbten Brüdern gewährte Iwan zum Ausgleich Apanagen.

### Wassili III. und Iwan IV.
Unter Wassili III. wurde 1514 die von Litauern gehaltene bedeutende Stadt Smolensk erobert. 1510 erfolgte der Anschluss der Republik Pskow, 1521 des südlichen Fürstentums Rjasan. Gleichzeitig begannen vom Süden her jedoch Überfälle der Krimtataren, die an der zunehmenden Unterlegenheit Litauens nicht interessiert waren. Die Krimtataren zogen es vor, die Kriege der beiden Rivalen Moskau und Litauen am Leben zu halten, um von beiden Seiten mit reichen Geschenken umworben zu werden und Plünderungsfeldzüge unternehmen zu können. In dieser Zeit nahmen auch die Moskau-Kasan-Kriege zwischenzeitlich eine für Moskau unvorteilhafte Wendung.
Unter Iwan dem Schrecklichen wurden jedoch die Tatarenkhanate Kasan und Astrachan endgültig erobert, womit der Zugang zum Kaspischen Meer erworben und Russland erstmals zu einem multinationalen Land wurde. Iwan proklamierte sich 1547 zum Zaren von Russland, in Anlehnung an das lateinische Caesar (Kaiser). Offiziell wurde das Moskauer Großfürstentum ab diesem Zeitpunkt in Zarentum Russland (russisch Царство Русское) umbenannt. In westlichen Chroniken wurde der russische Staat jedoch bis zur Regierungszeit Peters des Großen – ab dann Russisches Reich – überwiegend noch Moskowien genannt.

## Fürst von Moskau
Fürst von Moskau war der Titel des mittelalterlich-russischen Herrschers vor seiner Erhebung zum Großfürsten durch den tatarischen Großkhan. Nicht verwechselt werden darf der Großfürst von Moskau mit dem neuzeitlichen Titel Fürst von Moskau bzw. Fürst von der Moskwa, den der erste französische Kaiser Napoleon seinem Marschall Michel Ney anlässlich der Schlacht von Borodino verliehen hatte. Die Franzosen bezeichnen diese Schlacht als Schlacht von Moskau bzw. Schlacht von der Moskwa (Bataille de la Moskowa), da sie die Einnahme Moskaus ermöglicht habe. Für seine Verdienste in dieser Schlacht wurde für Ney dieser Titel geschaffen, der mit keinerlei Rechten oder Privilegien in Moskau oder Russland verbunden war. Während des zweiten französischen Kaiserreichs trugen jedoch auch Neys Sohn und Enkel weiterhin diesen Titel.